# SpellTower
SpellTower es un videojuego de rompecabezas de Zach Gage en el que el jugador crea palabras a partir de una mezcla de fichas de letras para limpiar la pantalla antes de que se vuelva a llenar. El juego tiene varios modos de juego y un modo de batalla multijugador. El ímpetu del juego, el concepto de combinar elementos de Tetris y Boggle en lo que fue un prototipo del videojuego de rompecabezas Puzzlejuice, inspiró a Gage a crear SpellTower. El juego se lanzó para iOS en noviembre de 2011 con críticas generalmente favorables. Las versiones para OS X y Android siguieron durante los siguientes dos años. En 2017 se lanzó SpellTower Minutes. Este juego flash basado en navegador creó modos especiales de "blitz" que no se encuentran en las versiones móviles. Una nueva versión de iOS lanzada en 2017 cambió el diccionario sin nombre y comenzó a usar el tercer nuevo diccionario internacional de Merriam-Webster, íntegro. También se lanzaron versiones específicas en francés y neerlandés. Un lanzamiento de 2020, SpellTower+, agregó nuevos modos de juego, imágenes más limpias y una banda sonora de jazz.

## Jugabilidad
En el videojuego de rompecabezas para iPad SpellTower, el jugador intenta limpiar la pantalla de mosaicos desordenados con letras usándolos para crear palabras. El jugador puede seleccionar mosaicos adyacentes y diagonales para crear palabras, lo que borra esos mosaicos de la pantalla. Si el jugador crea una palabra larga con cinco o más fichas, también se eliminará cualquier ficha adyacente. Además, los caracteres difíciles como X, Q y J eliminarán una fila completa cuando se usen en una palabra. Algunas fichas están en blanco y solo pueden eliminarse mediante un efecto adyacente.
Hay varios modos de juego. En el modo Torre, el jugador tiene 150 fichas e intenta eliminar tantas palabras como sea posible antes de quedarse sin opciones. En el modo Puzzle, por cada conjunto de fichas que se eliminen del tablero, se agrega otra fila a la pantalla. El juego termina cuando las fichas llenan la pantalla. Mientras que el modo Puzzle espera el turno del jugador para agregar más mosaicos, el modo Rush agrega nuevos mosaicos cada pocos segundos. Una actualización posterior agregó un modo de batalla multijugador, donde los jugadores pueden enfrentarse entre sí a través de conexiones Bluetooth locales. En el modo batalla, cada palabra completada envía mosaicos a la pantalla de su oponente.

## Desarrollo
Cuando al desarrollador independiente Zach Gage se le habló por primera vez de un videojuego que combinaba Tetris y Boggle, tenía una idea muy específica de cómo se jugaría el juego. Pero después de ver que el prototipo de Puzzlejuice funcionaba de manera diferente, creó, con el permiso del desarrollador, la versión que imaginó como SpellTower. El juego de Gage finalmente se lanzó antes del juego que lo inspiró.
SpellTower se lanzó para la tableta iPad el 17 de noviembre de 2011. Un mes después, Gage agregó soporte para iPhone y iPod Touch, y logros de Game Center. En 2012, Gage agregó soporte multijugador local a través de Bluetooth en un nuevo modo de juego de batalla. Gage lanzó versiones posteriores para OS X (25 de julio de 2012) y Android (7 de marzo de 2013). La versión de Android es idéntica, excepto por la omisión de la búsqueda de palabras. También es compatible con el modo multijugador local de Wi-Fi y la competencia de alta puntuación a través de Scoreloop.
Gage y el desarrollador Jack Schlesinger reconstruyeron SpellTower desde cero para adaptarse mejor a los cambios realizados desde su lanzamiento original. La nueva versión, SpellTower+, tiene un aspecto revisado, una nueva banda sonora, copia de seguridad de iCloud y nuevos modos de juego.

## Recepción
El juego recibió críticas "generalmente favorables", según el agregador de puntajes de revisión de videojuegos Metacritic. Edge lo llamó un "magnífico ... acertijo que es nervioso, humillante y extrañamente energizante". El título fue una de las menciones honoríficas de TouchArcade para el juego del año 2011. Un año después, TouchArcade dijo que el juego seguía siendo uno de los mejores de la App Store. En 2012, SpellTower fue nombrado entre los juegos de palabras de iOS subestimados de IGN.
Edge comparó la tensión del juego con la del survival horror de Resident Evil, aunque señaló que el modo Tower era mucho menos tenso que los modos Puzzle del juego. El revisor destacó el papel de la estrategia en ambos modos, ya que una palabra pequeña podría funcionar mejor que una palabra grande para mantener el crecimiento de la torre del modo Puzzle.